# Вашнев, Арсений Алексеевич
Арсе́ний Алексе́евич Ва́шнев (25 февраля 1894, Полоцк, Полоцкий уезд, Витебская губерния, Российская империя ― 9 августа 1967, Москва, СССР) ― советский военачальник и деятель промышленности. Участник Первой мировой войны, Гражданской войны в России и Великой Отечественной войны. Генерал-майор инженерно-артиллерийских войск (1943). Член РКП(б) с мая 1917 года.

## Биография
Родился 25 февраля 1894 года в Полоцке ныне Белоруссии в семье чернорабочего-белоруса. 
Окончил Полоцкую приходскую школу и городское ремесленное училище, где получил профессию слесаря. С 14 лет работал учеником слесаря и слесарем в Полоцке и Петрограде. 
В 1914 году призван в царскую армию, участник Первой мировой войны.
На конференции XV армейского корпуса 3 армии был председателем солдатского комитета от полковой партийной организации большевиков. В декабре 1917 года был назначен начальником по вербовке добровольцев в отряды Красной гвардии в г. Полоцке и начальником этих отрядов. 
В 1918 года направлен в Нижний Новгород, где введён в состав военной коллегии губернского комиссариата по военным делам с возложением на него заведывання отделом Нижегородского губЧКа по борьбе с контрреволюцией.
Был командиром сводного Нижегородского отряда (600 человек), направленного командованием Восточного фронта в г. Царевококшайск (ныне ― г. Йошкар-Ола) для восстановления Советской власти и воспрепятствования продвижению белочехов на север от Казани. В результате власть в городе была восстановлена 28 августа 1918 года. Совместно с другими политическими работниками Нижегородского и Русско-Латышского отрядов и местными активистами провёл большую работу по восстановлению и налаживанию деятельности органов Советской власти в городе, по проведению IX Царевококшайского уездного съезда Советов и «пресечению деятельности контрреволюционных элементов».
После этого был назначен комендантом Нижнего Новгорода. В начале 1919 года — комиссар штаба Приволжского военного округа в Казани. 
В дальнейшем занимал командные должности в Приволжском и Западно-Сибирском военном округе: был начальником гарнизона г. Симбирска, военкомом штаба, помощником заместителем командарма Сибирской трудовой армии.  
С 1921 года ― на хозяйственной работе: являлся директором ряда промышленных предприятий. В 1921―1923 годах ― заведующий отделом Совнархоза Терской губернии. В 1923―1927 годах ― заместитель директора завода имени Я. Свердлова в Нижнем Новгороде, на котором выпускался тротил, медный купорос; велось разделение аммотола, снаряжение снарядов. В 1927 году назначается директором Ленинградского государственного Ульяновского порохового завода № 52.  
В 1932 году окончил Военно-техническую академию имени Ф. Э. Дзержинского в Ленинграде.
Затем работал инженером, начальником производственных цехов, а с 1938 года ― директором ряда военных заводов. В 1939―1945 годах возглавлял Чапаевский завод № 309 после должности руководителя гранатно-капсюльного завода № 255 в г. Нижний Ломов Пензенской области (ныне Нижнеломовский электромеханический завод). Здесь развернулись работы по ускоренному вводу новых производственных мощностей, реконструкции действующих линий, круглосуточно производился монтаж резервного оборудования. Большую помощь в решении задач по развертыванию резервных и созданию новых рабочих площадей оказали квалифицированные рабочие и ИТР, прибывшие с эвакуированных заводов. На расширенных и вновь созданных мощностях завод выпускал три типа капсюльных втулок, ударные трубки, электродетонаторы, детонирующие шнуры, пиропатроны, взрыватели и прочую продукцию. В результате, по сравнению с довоенным 1940 годом, объём выпускаемой заводом продукции в 1941 году вырос в 2,5 раза, в 1942 году — в 4 раза, а в 1943 году — почти в 5 раз, при росте численности рабочих на 60 %. В это время коллектив предприятия не раз занимал призовые места во Всесоюзном соревновании предприятий Наркомата боеприпасов, а в I и II квартале 1943 г. завод удерживал переходящее Красное Знамя ЦК ВКП(б). В это время коллектив предприятия не раз занимал призовые места во Всесоюзном соревновании предприятий Наркомата боеприпасов, а в I и II квартале 1943 года завод удерживал переходящее Красное Знамя ЦК ВКП(б). За образцовое выполнение правительственных заданий по производству продукции для фронта Указом Президиума Верховного Совета СССР в 1942 году 30 работников завода были награждены орденами и медалями Союза ССР. В их числе — директор завода № 309 Арсений Алексеевич Вашнев, который стал кавалером ордена Красной Звезды. А 20 октября 1943 года ему было присвоено очередное звание — генерал-майор инженерно-артиллерийской службы. Также награждён орденами Красного Знамени, Трудового Красного Знамени (дважды) и медалями.
Автор воспоминаний, опубликованных в книге «За власть Советов» (Йошкар-Ола, 1978).   
Скончался 9 августа 1967 года в Москве. Его прах захоронен в колумбарии Новодевичьего кладбища в Москве вместе с прахом жены и дочери. 

## Награды
- Орден Красного Знамени[4]
- Орден Трудового Красного Знамени (дважды)[4]
- Орден Красной Звезды[4]
- Медаль «За победу над Германией в Великой Отечественной войне 1941—1945 гг.»[4]
- Медаль «За доблестный труд в Великой Отечественной войне 1941—1945 гг.»[4]
- Медаль «За трудовую доблесть»[4]
- Медаль «За трудовое отличие»[4]
- Медаль «За доблестный труд. В ознаменование 100-летия со дня рождения Владимира Ильича Ленина» (1970)[4]
- Медаль «30 лет Советской Армии и Флота» [2]